# ميخايل باكييف
ميخايل باكييف (بالروسية: Михаил Хазбиевич Бакаев)‏ (5 أغسطس 1987 بتسخينفالي في جورجيا - ) هو لاعب كرة قدم روسي في مركز الوسط. شارك مع منتخب روسيا تحت 21 سنة لكرة القدم. أما مع النوادي، فقد لعب مع أنجي محج قلعة وسبارتاك فلاديكافكاز ونادي كايرات وFC Avtodor Vladikavkaz ‏.

## وصلات خارجية
- ميخايل باكييف على موقع قاعدة بيانات كرة القدم.إي يو (الإنجليزية)
- ميخايل باكييف على موقع Soccerway.com (الإنجليزية)
- ميخايل باكييف على موقع عالم كرة القدم.نت (الإنجليزية)